# Ецо (поет)
Ецо фон Бамберг (на немски: Ezzo von Bamberg † 15 ноември, 1100) е през втората половина на 11 век каноник и учител в домкапитела в Бамберг и поет. Той пише ранносредновековния немски църковен химн „Ezzolied“.
Той придружава епископ Гунтер фон Бамберг в поклонение до Йерусалим (1064/1065) и пише на народен език „Песен за чудесата на Христос“ (cantilena de miraculis Christi).